# Valentina Petrillo
Valentina Petrillo (Nápoles, 2 de octubre de 1973) es una atleta paralímpica italiana que compite en los 100, 200 y 400 m de velocidad T12 para personas con discapacidad visual.
Ha sido la primera mujer trans en participar en un Campeonato Paralímpico Femenino internacional, debutó en el Campeonato Paralímpico Italiano de Atletismo, un hito para las personas transgénero en el deporte.

## Biografía
Nacida en Nápoles el 2 de octubre de 1973, Petrillo comenzó a practicar atletismo a una edad temprana hasta que perdió la vista a los 14 años, debido a la enfermedad de Stargardt que le habían diagnosticado.
Poco después de terminar sus estudios en Bolonia, se unió a la selección italiana de fútbol sala adaptado.
Cuando tenía 41 años, antes a su transición, Petrillo volvió al atletismo, y ganó 11 títulos nacionales en la categoría masculina.
En 2019 inició un proceso de transición de género; Valentina compitió por primera vez en la categoría Femenina en el Campeonato Italiano de Para Atletismo el 11 de septiembre de 2020, marcando la primera vez en los deportes Paralímpicos que una persona transgénero puede hacerlo.
Su historia será narrada a través de una película, documental actualmente en desarrollo, llamada 5 nanomoli-Il sogno olimpico di una donna trans.

### Carrera deportiva
Petrillo comenzó a practicar atletismo desde muy joven, pero tuvo que abandonarlo por su enfermedad; a los 41 años volvió al deporte como paratleta.
En 2020 Valentina compitió oficialmente en la categoría femenina. El 25 de abril de 2021, estableció un nuevo récord nacional en la clase T13 de 400 metros, luego mejorado en junio del mismo año.
El 22 de marzo de 2021, Valentina estableció otro nuevo récord, esta vez en 200 metros T12.
Representó a Italia en el Campeonato Europeo Mundial de Para Atletismo de 2021, ocupando el quinto lugar.
En agosto de 2024, participó en los juegos paralímpicos de Paris 2024, quedando segunda en su serie eliminatoria.

## Récords nacionales
Mayores
- 200 metros lisos T12: 27"17 ( Ancona, 22 de marzo de 2021)[11]
- 400 metros lisos interior T13: 59"77 ( Piacenza, 20 de junio de 2021)[10]